# 隐藏人物
是一部2016年美国传记电影，由西奧多·梅爾菲執導兼編劇。改編自瑪歌·李·雪德利的同名非虛構著作《Hidden Figures》。電影主演包括泰拉姬·P·漢森、奥克塔维亚·斯宾塞、贾奈尔·梦内、凯文·科斯特纳、克絲汀·鄧斯特以及吉姆·帕森斯。
主要攝影於2016年3月在喬治亞州亚特兰大開拍，並於5月完成。其他拍攝地點還包括喬治亞州的多個地區，如東點、坎頓、門羅、哥倫布及麥迪遜。
《關鍵少數》由20世紀福斯公司發行，於2016年12月25日有限上映，並於2017年1月6日全面上映。電影獲得廣泛的正面評價，特別是對劇本、導演、攝影、情感表現和歷史準確性的讚賞。然而，也有評論指出影片呈現了「白人救世主敘事」（white savior narrative）的元素。
電影在票房上取得巨大成功，全球總票房收入達2億3620萬美元，而製作預算僅為2500萬美元。《Deadline Hollywood》稱其為2016年最賺錢的電影之一，並估計淨利潤達9550萬美元。
電影入選國家評論協會評選的2016年度十大佳片之一，並在第89屆奧斯卡金像獎中獲得三項提名，包括最佳影片奖。此外，還榮獲美國演員工會獎最佳整體演出。

## 劇情
1961年，美国弗吉尼亚州的美国国家航空航天局(NASA)蘭利研究中心中，凱瑟琳·強森與她的同事玛丽·杰克逊和多萝西·沃恩，在「西區計算部門」擔任計算員的工作，負責數學計算，但她們並不清楚自己計算的具體用途。由於當時仍存在種族隔離政策，這些非裔美国人必須在種族隔離的環境中工作，面臨來自種族和性別的歧視。
凱瑟琳·強森因擅長解析几何，被指派到艾爾·哈里森主管的「太空任務組」協助計算，成為小組中第一位非裔美国人，但她受到保羅·斯塔福德的冷眼對待。與此同時，玛丽·杰克逊被分派至太空艙的防熱盾設計團隊，她立即發現設計上的缺陷。在團隊領袖卡爾·齊林斯基的鼓勵下，玛丽申請成為NASA的工程師，但這個職位需要額外的資格。她向法庭請求允許進入白人學校修習所需課程，最終說服法官讓她參加夜間課程。
凯瑟琳遇見非裔美國國民警衛隊上尉吉姆·強森，但起初他質疑她的數學能力。後來他向她道歉並逐漸與她和她的三個女兒建立起關係。水星计划七人太空人來到 蘭利研究中心參訪，其中太空人约翰·格伦特意向西區的女性們致意。當苏联成功發射尤里·加加林進入太空後，美國面臨的壓力倍增，需要盡快將美國太空人送上太空。凱瑟琳憑藉解出從機密文件中刪減過的複雜數學方程，讓主管艾爾·哈里遜對她印象深刻。
凯瑟琳每天需要花費大量時間往返於她辦公室與「有色人種專用廁所」之間，這段距離近0.5英里（800）。直到有一天，艾爾·哈里森質疑她為何經常外出，凯瑟琳忍無可忍，憤怒地揭露自己在職場面臨的種族歧視。哈里森深受觸動，於是拆除了「有色人種廁所」的標示，宣布工作場所的廁所全面取消種族隔離。他也開始讓凯瑟琳參與高層的計算會議。
桃樂絲·沃恩在得知NASA引進IBM 7090電子計算機後，擔心她和其他人力「電腦」即將被淘汰。她偷偷從圖書館的「白人專區」借來一本文獻，自學Fortran程式語言，並教導西區的其他同事。之後，她成功啟動了新機器並被晉升為程式部門主管，她要求NASA將她的同事一同調職至新部門。她的上司维维安·米切尔最終對她改口，正式稱她為「沃恩女士」。
在為水星-宇宙神6号任務的發射進行最後準備時，部門決定不再需要「人力電腦」，凯瑟琳·強森被重新調回西區計算部門，並與吉姆·強森結婚。在發射當天，IBM 7090的計算結果出現誤差，因此凯瑟琳被緊急召回核對太空艙的著陸座標。她完成了計算並將結果送至控制室，艾爾·哈里遜允許她進入其中。
發射順利完成，太空艙成功進入軌道，但不久後系統發出警告，顯示太空艙的防熱罩可能鬆脫。任務控制中心決定讓格倫完成三圈軌道飛行後提早返航，而非原定的七圈。凯瑟琳支持哈里遜的建議，保留火箭助推器以協助固定防熱罩。最終，「友誼7號」（Friendship 7）順利著陸，任務圓滿完成。
隨著電子計算機逐漸取代人力計算，凯瑟琳回到西區工作並與吉姆·強森結婚。后记揭示，玛丽·杰克逊取得了工程學位，成為NASA首位非裔女性工程師；桃樂絲·沃恩成為NASA的首位非裔女性主管；凯瑟琳·強森則計算了阿波罗11号及後續太空梭任務的軌道，並於2015年獲頒總統自由勳章。2016年，NASA為表彰凯瑟琳·強森的貢獻，將位於蘭利研究中心的計算大樓命名為「凯瑟琳·強森計算大樓」

## 演員
- 泰拉姬·P·漢森 飾 凯瑟琳·约翰逊，拥有三个女儿的妇女，数学家
- 奥克塔维亚·斯宾塞 飾 多萝西·沃恩
- 賈奈爾·夢內 飾 玛丽·杰克逊
- 凱文·科斯納 飾 艾爾·哈里遜，NASA太空任务组主管
- 克絲汀·鄧斯特 飾 维维安·米切尔
- 吉姆·帕森斯 飾 保羅·史塔福
- 格倫·鮑威爾 飾 约翰·格伦
- 歐帝斯·哈吉 飾 李維·傑克森
- 馬赫夏拉·阿里 飾 吉姆·強森，追求凯瑟琳并与之结婚的非裔军官

## 發行

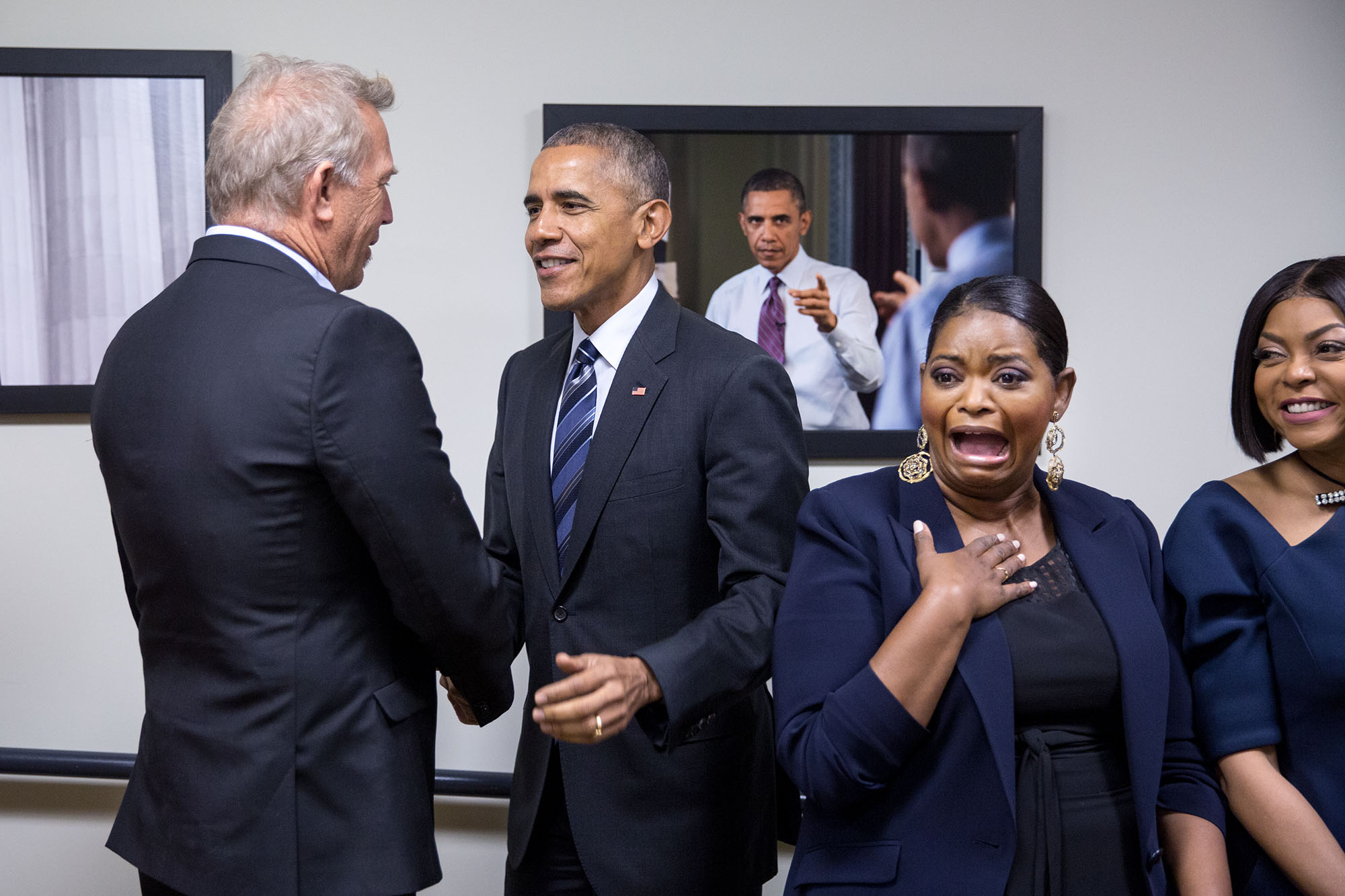
2016年12月15日，巴拉克·歐巴馬總統問候凱文·科斯納及其他電影演員

在美國，二十世紀福斯定於2016年12月25日有限上映，2017年1月6日起才會廣泛上映。

## 迴響

### 評價
《隐藏人物》獲得正面評價。爛番茄根據282篇專業影評，新鮮度高達93%，平均得分7.6/10。Metacritic獲得74分，代表「普遍好評」。電影在爛番茄於2023年2月整理出60部黑人電影的排行榜中位居第12名。

### 票房
美國首週末票房收入為2280萬美元，擊敗了蟬聯多週冠軍的《星際大戰外傳：俠盜一號》，成為2017年首部票房冠軍的電影，次周末以2085万蝉联冠军。北美最终累计1.69亿，全球票房2.35亿。
| 上一届： 《星際大戰外傳：俠盜一號》 | 2017年美國週末票房冠軍 第1-2週 | 下一届： 《分裂》 |

## 獎項
| 頒獎典禮               | 獎項               | 获提名者                                | 結果 |
| ---------------------- | ------------------ | --------------------------------------- | ---- |
| 第74屆金球獎           | 電影類最佳女配角   | 奧塔薇亞·史班森                         | 提名 |
| 第74屆金球獎           | 最佳電影原創配樂獎 | 漢斯·季默、菲瑞·威廉斯、班傑明·沃爾費許 | 提名 |
| 第89届奥斯卡金像奖     | 最佳影片           | 不適用                                  | 提名 |
| 第89届奥斯卡金像奖     | 最佳女配角         | 奥克塔维亚·斯宾塞                       | 提名 |
| 第89届奥斯卡金像奖     | 最佳改编剧本       | 艾莉森·施羅德、西奧多·梅爾菲            | 提名 |
| 第42屆報知電影獎       | 最佳外語片獎       | 不適用                                  | 提名 |
| 第30屆日刊體育電影大獎 | 最佳外語片獎       | 不適用                                  | 提名 |
| 第60屆藍絲帶獎         | 最佳外國作品獎     | 不適用                                  | 獲獎 |
| 第41屆日本電影學院獎   | 最佳外語片獎       | 不適用                                  | 提名 |

## 外部連結
- 互联网电影数据库（IMDb）上《隐藏人物》的资料（英文）
- 爛番茄上《隐藏人物》的資料（英文）
- Metacritic上《隐藏人物》的資料（英文）
- Box Office Mojo上《隐藏人物》的資料（英文）
- AllMovie上《隐藏人物》的资料（英文）
- 開眼電影網上《隐藏人物》的資料（繁體中文）
- 豆瓣电影上《隐藏人物》的資料 （简体中文）
- 时光网上《隐藏人物》的資料（简体中文）